# Androsace ojhorensis
Androsace ojhorensis är en viveväxtart som beskrevs av Y. Nasir. Androsace ojhorensis ingår i släktet grusvivor, och familjen viveväxter. Inga underarter finns listade i Catalogue of Life.